# Балтимор-Вашингтон

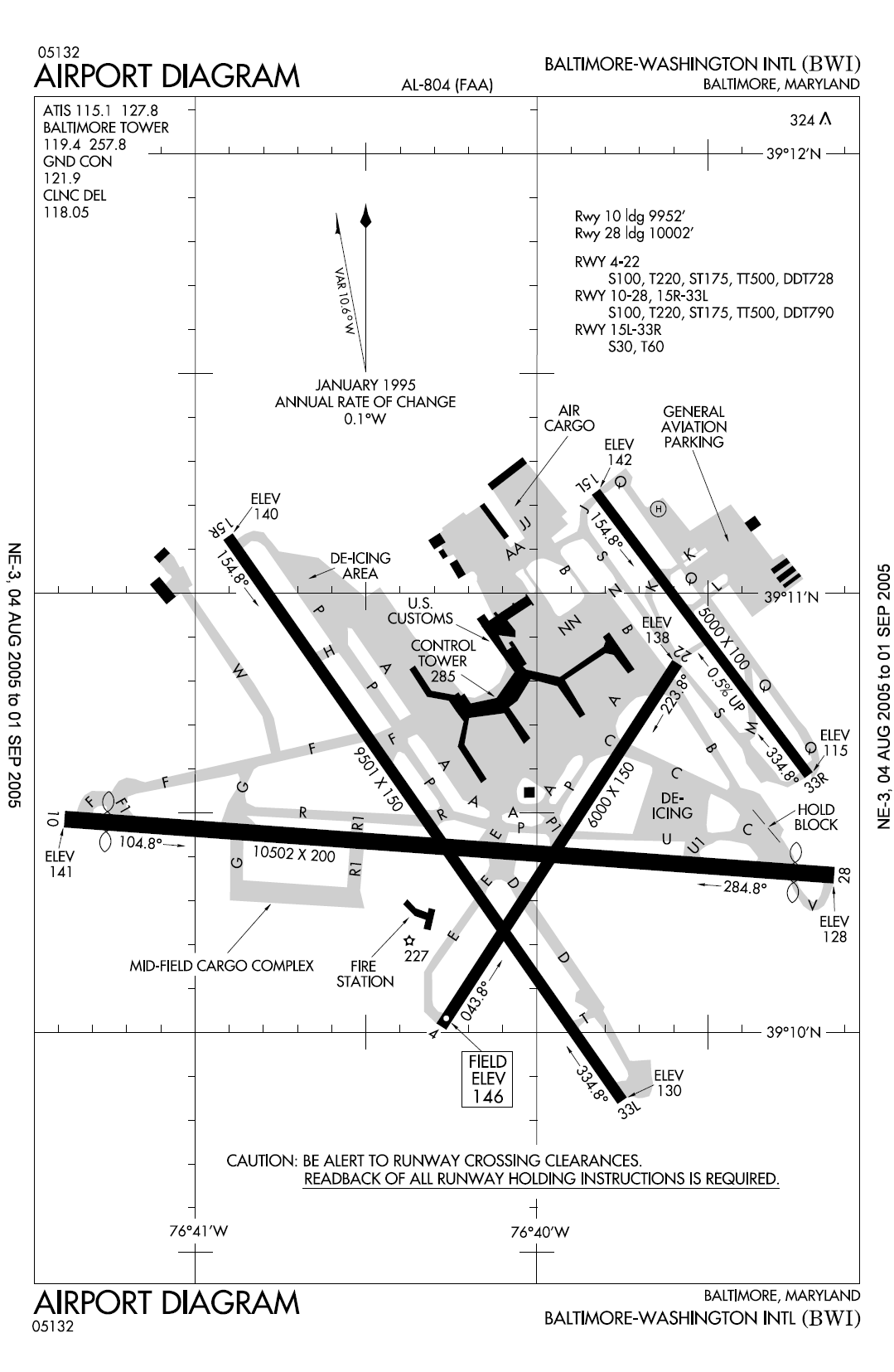
Схема взлётно-посадочных полос аэропорта

Международный аэропорт Балтимор-Вашингтон, также известный как BWI (ИАТА: BWI, ИКАО: KBWI, FAA LID: BWI), — гражданский аэропорт, обслуживающий коммерческие авиаперевозки населённого района конгломерата городов Балтимор и Вашингтон. Порт носит официальное название в честь уроженца Балтимора, первого афроамериканца — судьи Верховного суда Соединённых Штатов Америки Тэргуда Маршалла.
Аэропорт находится в северной части территории округа Энн-Эрандел (штат Мэриленд) в 16 километрах к югу от Балтимора и в 48 километрах к северо-востоку от города Вашингтон (округ Колумбия). В 2008 году услугами аэропорта воспользовалось почти 20,49 миллионов человек, что на 2,6 % меньше по сравнению с предыдущим годом. По показателю пассажирооборота в год аэропорт вышел на 24-е место среди коммерческих воздушных гаваней Северной Америки, а по показателю количество взлётов и посадок воздушных судов в год — на 49-е место среди всех аэропортов мира.
В 2010 году Балтимор-Вашингтон назван наилучшим гражданским аэропортом мира в классе обслуживания от 15 до 25 млн пассажиров в год по версии Международного Совета аэропортов.
Международный аэропорт Балтимор-Вашингтон является вторичным транзитным узлом авиаперевозок (хабом) бюджетной авиакомпании США AirTran Airways и одним из основных пунктов назначения крупнейшего мирового дискаунтера Southwest Airlines.

## История
После окончания Второй мировой войны по заказу властей городов Балтимор и Вашингтон был разработан проект строительства гражданского аэропорта для обеспечения воздушного сообщения густонаселённого района с другими районами страны. В 1947 году в северной части округа Энн-Эрандел был выкуплен участок площадью 13 км², на территории которого был снесен храм баптистской церкви дружбы. Работы по строительству аэропорта завершились в мае 1950 года, а 24 июня того же года президент США Гарри Трумэн официально открыл сданный в эксплуатацию Международный аэропорт Дружба, первые коммерческие рейсы из которого начались в середине следующего месяца. В 1957 году аэропорт был сертифицирован под обслуживание реактивных самолётов Boeing 707.
В 1972 году Международный аэропорт Дружба был приобретён за 36 миллионов долларов США властями штата Мэриленд в лице Департамента транспорта штата, в составе которого было создано Управление гражданской авиации штата Мэриленд. В течение следующих нескольких лет число сотрудников аэропорта выросло с трёх человек до двухсот и практически сразу после приобретения главой транспортного департамента штата (впоследствии — его губернатором) Гарри Хьюзом было обнародован масштабный генеральный план по обновлению, расширению и модернизации объектов инфраструктуры всех аэропортов штата Мэриленд.
В 1973 году аэропорт сменил своё название на Международный аэропорт Балтимор-Вашингтон, данный шаг был предпринят в качестве одного из этапов маркетинговой программы привлечения пассажиров туристических направлений и регулярных рейсов в Вашингтон. Прежний код ИАТА «BAL» аэропорта сохранялся вплоть до 1982 года, поскольку код «BWI» в данном периоде был закреплён за другим коммерческим аэропортом.
Первая фаза плана модернизации и реконструкции аэропорта обошлась в 30 миллионов долларов США и завершилась в середине 1974 года. В рамках первого этапа были построены три новых грузовых терминала общей площадью 2,53 гектар и введена в действие курсо-глиссадная система захода самолётов на посадку по приборам. Второй этап обновления аэропортового комплекса включал в себя наиболее масштабные работы по реконструкции и модернизации инфраструктуры и был завершён в 1979 года. В рамках данного этапа площадь пассажирского терминала аэропорта увеличилась более чем вдвое и достигла 14,58 гектар, количество выходов на посадку (гейтов) достигло 27 единиц против первоначальных 20. Стоимость работ по второго этапу составила 70 миллионов долларов США в ценах 1979 года. В дальнейшем, для продолжения модернизации аэропортовой инфраструктуры был создан Совет по поддержке инициатив в развитии аэропорта.
В 1980 году в аэропорту открылся железнодорожный вокзал «BWI», с помощью которой пассажиры получили доступ к самой загруженной железнодорожной ветке США — так называемому Северо-Восточному Коридору. С открытием вокзала Международный аэропорт Балтимор-Вашингтон стал первым аэропортом Соединённых Штатов, имеющим доступ к железнодорожной магистрали с междугородними маршрутами. В частности, пассажиры без пересадок могут доехать до Вашингтона в отличие отсутствия подобного сервиса, например, в Международном аэропорту Вашингтон Даллес. В конце 1990-х годов введёно в эксплуатацию новое здание международного терминала (конкорс E). Несмотря на все нововведения львиную долю международных перевозок в регионе продолжает занимать второй вашингтонский аэропорт имени Даллеса, хотя объём пассажирооборота и количество регулярных рейсов из Международного аэропорта Балтимор/Вашингтон стабильно растут из года в год. Старожилами аэропорта на международных направлениях считаются британская национальная авиакомпания British Airways и ныне несуществующая флагманская авиакомпания Ямайки Air Jamaica. В порту на регулярных международных направлениях в разные периоды работали зарубежные компании Aer Lingus, Air Aruba, Air Greenland, El Al, Ghana Airways, Icelandair, KLM и Mexicana.
В 1990-х годах Международный аэропорт Балтимор-Вашингтон являлся одним из главных концентратором для магистральной авиакомпании US Airways, однако финансовые трудности перевозчика и последовавший кризис в отрасли пассажирских перевозок после событий 11 сентября 2001 года заставили US Airways свернуть большинство регулярных маршрутов из данного аэропорта. В сентябре 1993 году в BWI крупнейшая бюджетная авиакомпания Southwest Airlines, последовательно из года в год укрупнявшая собственную маршрутную сеть в аэропорту, пока не стала в настоящее время крупнейшим оператором пассажирских перевозок аэропорта BWI. В 2008 году на долю Southwest Airlines пришлось 51,9 % всех перевезённых пассажиров Международного аэропорта Балтимор-Вашингтон, авиакомпания AirTran Airways перевезла 13,98 % всех пассажиров, Delta Air Lines — 7,12 %, US Airways — 6,48 % и United Airlines — 5,74 % от всего объёма пассажирооборота аэропорта за год.
В соответствии с растущими потребностями компании Southwest Airlines в 2005 году были проведены работы по существенному расширению Конкорсов A и B, их модернизации и соединению друг с другом системой переходов. Новая структура была сдана в эксплуатацию 22 мая 2005 года и в настоящее время используется только авиакомпанией Southwest Airlines. 1 октября того же года аэропорт сменил своё официальное название на Международный аэропорт Балтимор-Вашингтон имени Тэргуда Маршалла в честь уроженца Балтимора, первого афроамериканца — судьи Верховного суда США.
Международный аэропорт Балтимор-Вашингтон использовался в съёмках известных фильмов «Молчание ягнят», «Голдфингер», «Телевизионные новости» и «12 обезьян».

## Пассажирские терминалы
Международный аэропорт Балтимор-Вашингтон имени Тэргуда Маршалла работает в пяти конкорсах, два из которых в 2005 году фактически объединены в один большой терминал:
- Конкорсы A/B;
- Конкорс C;
- Конкорс D и
- Конкорс E, в котором обслуживаются все международные рейсы, пассажиры которых не прошли предварительный таможенный досмотр в аэропортах вылета.

Конкорс E также носит второе официальное название «Международный терминал имени губернатора Уильяма Дональда Шефера».

### Авиакомпании и пункты назначения

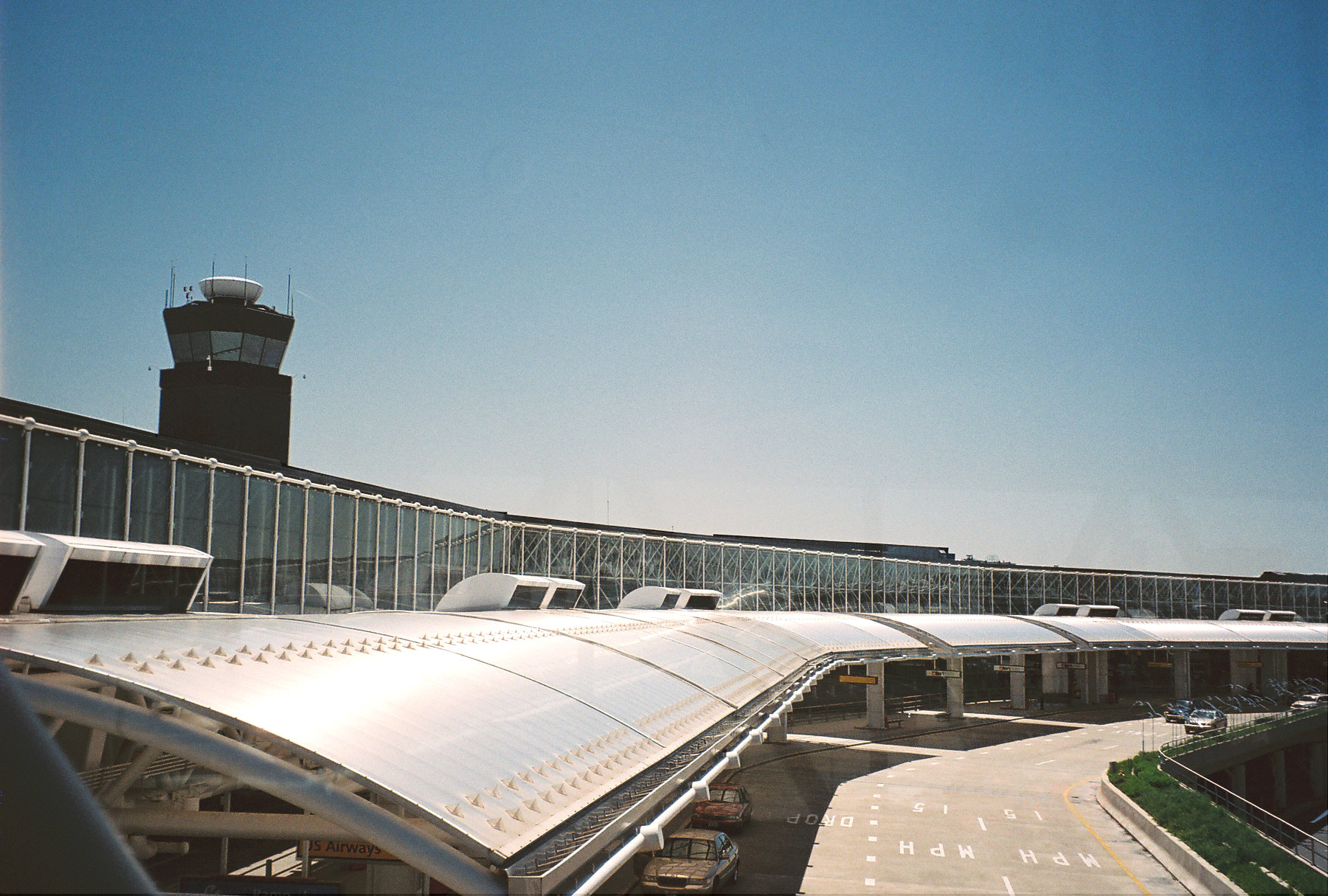
Здание пассажирского терминала аэропорта

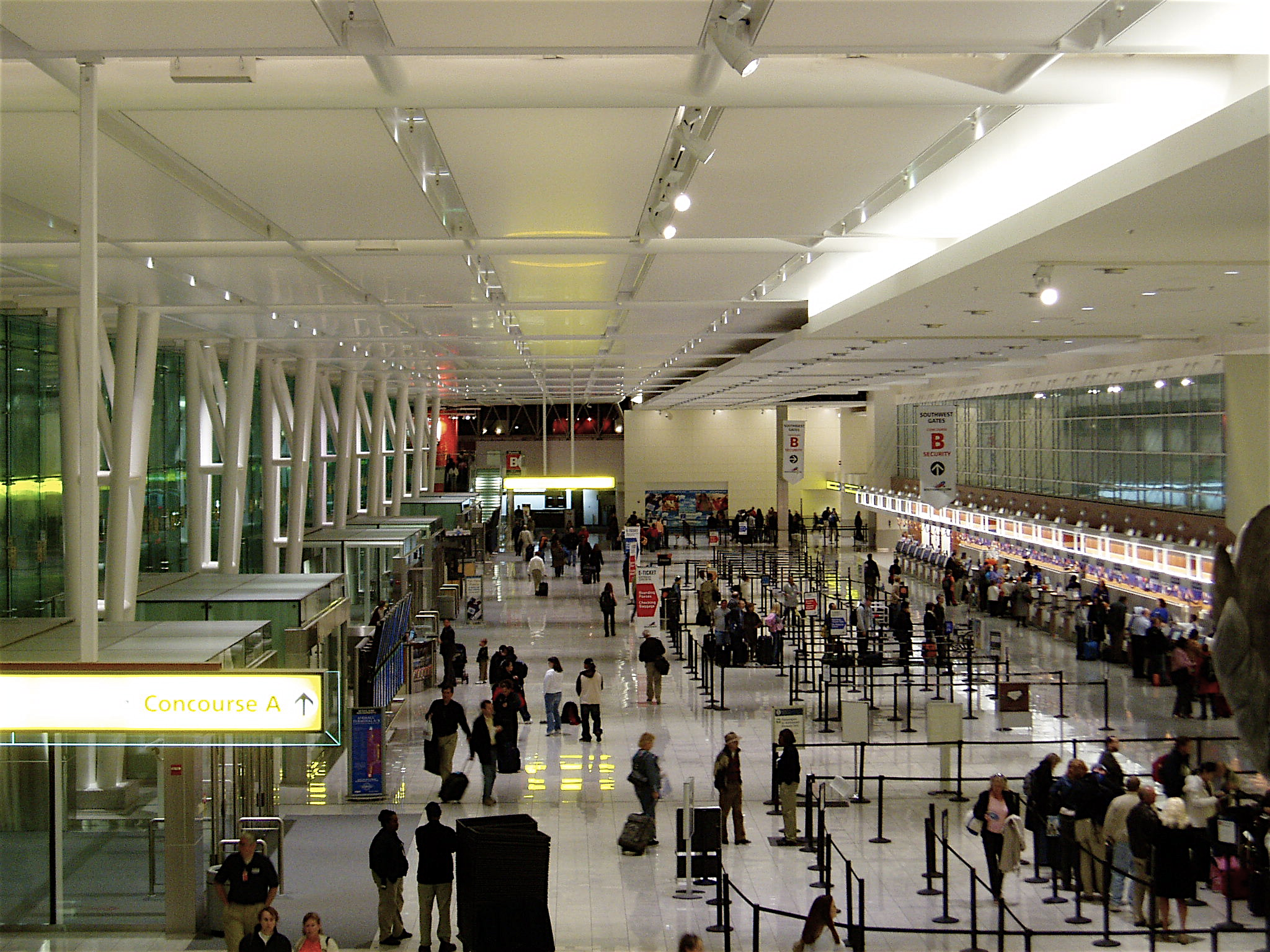
Зал регистрации билетов авиакомпании Southwest Airlines в конкорсах A/B

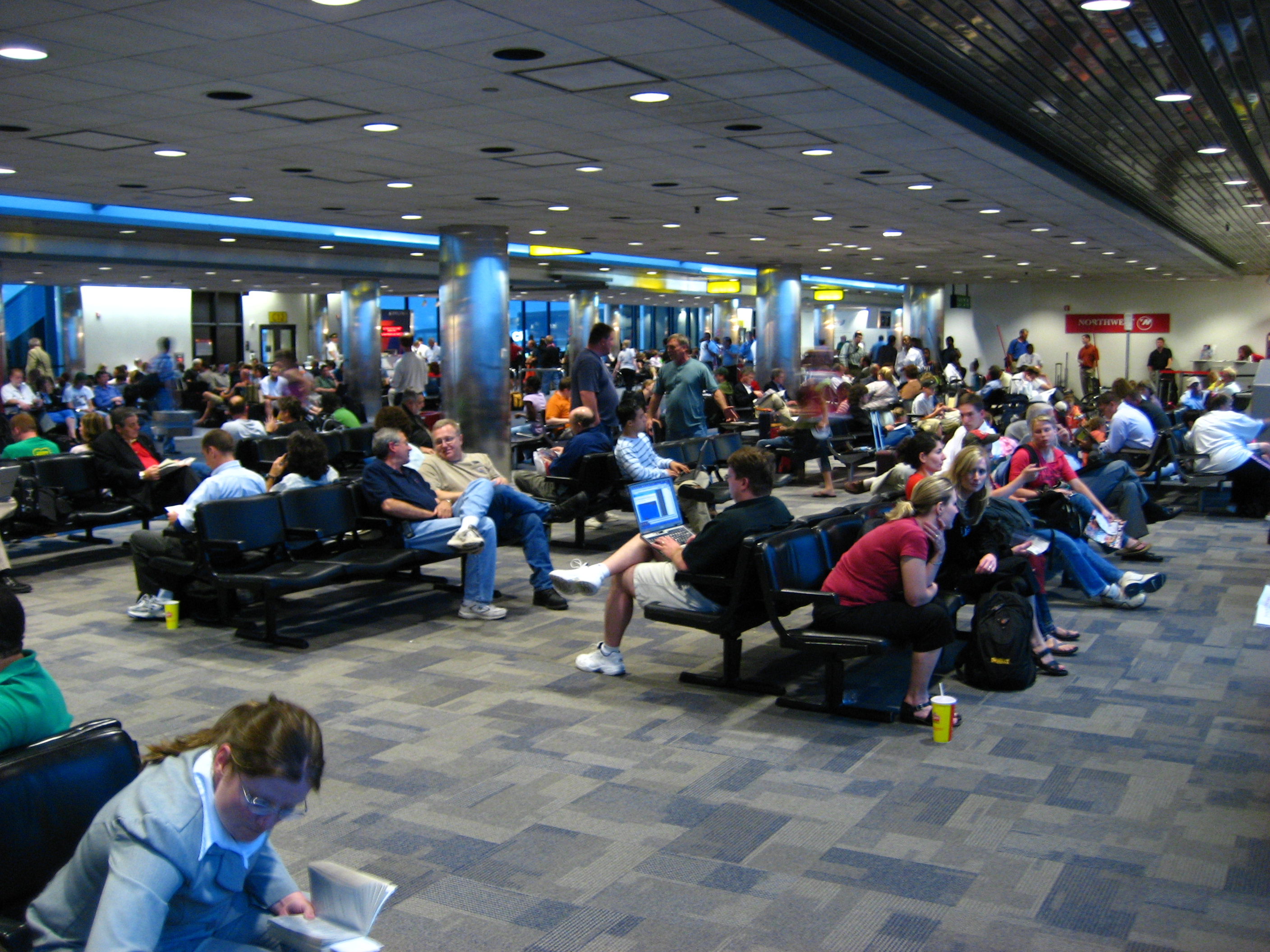
Зал ожидания в здании Конкорса C

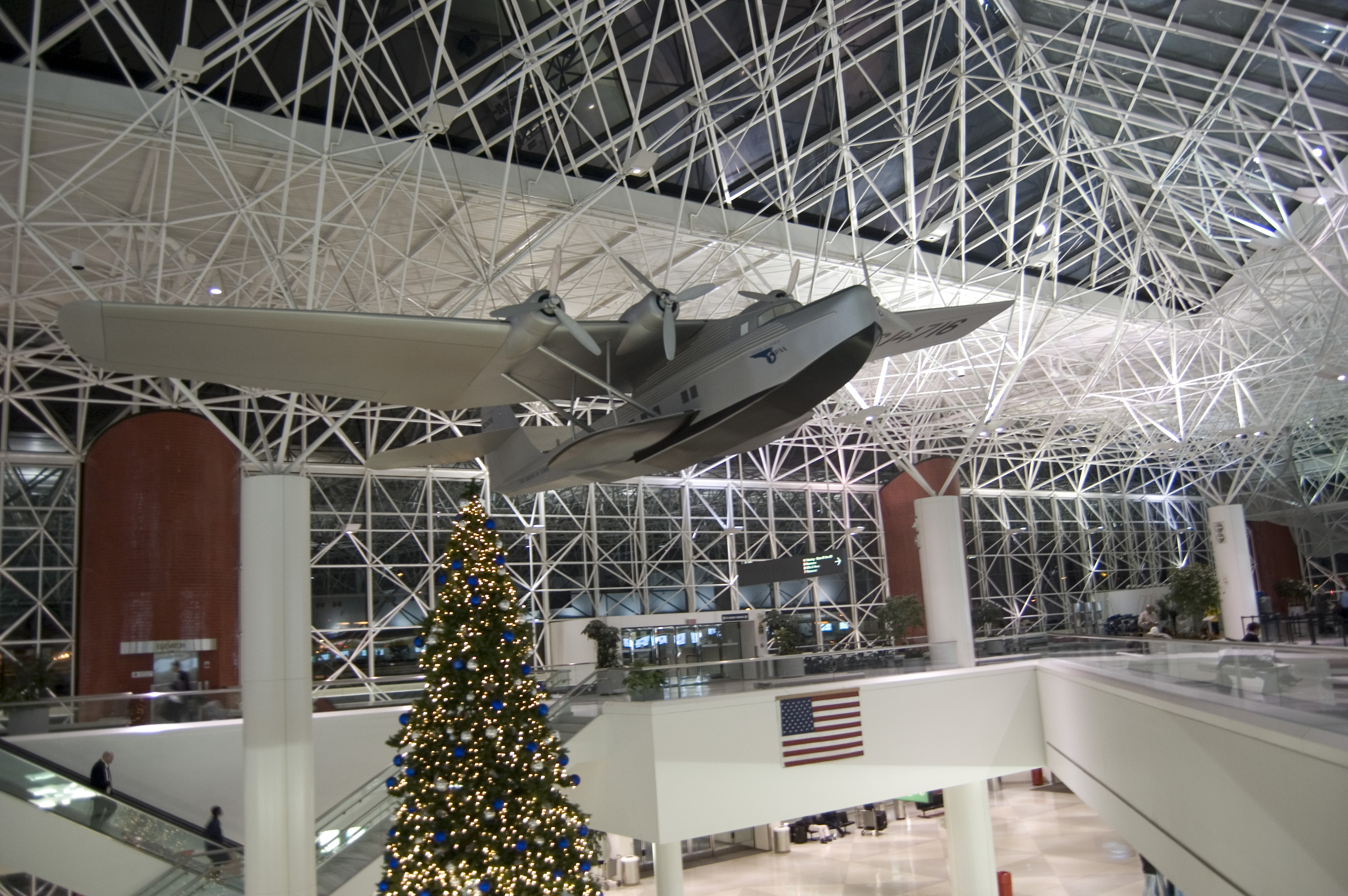
Международный терминал аэропорта (Конкорс E)

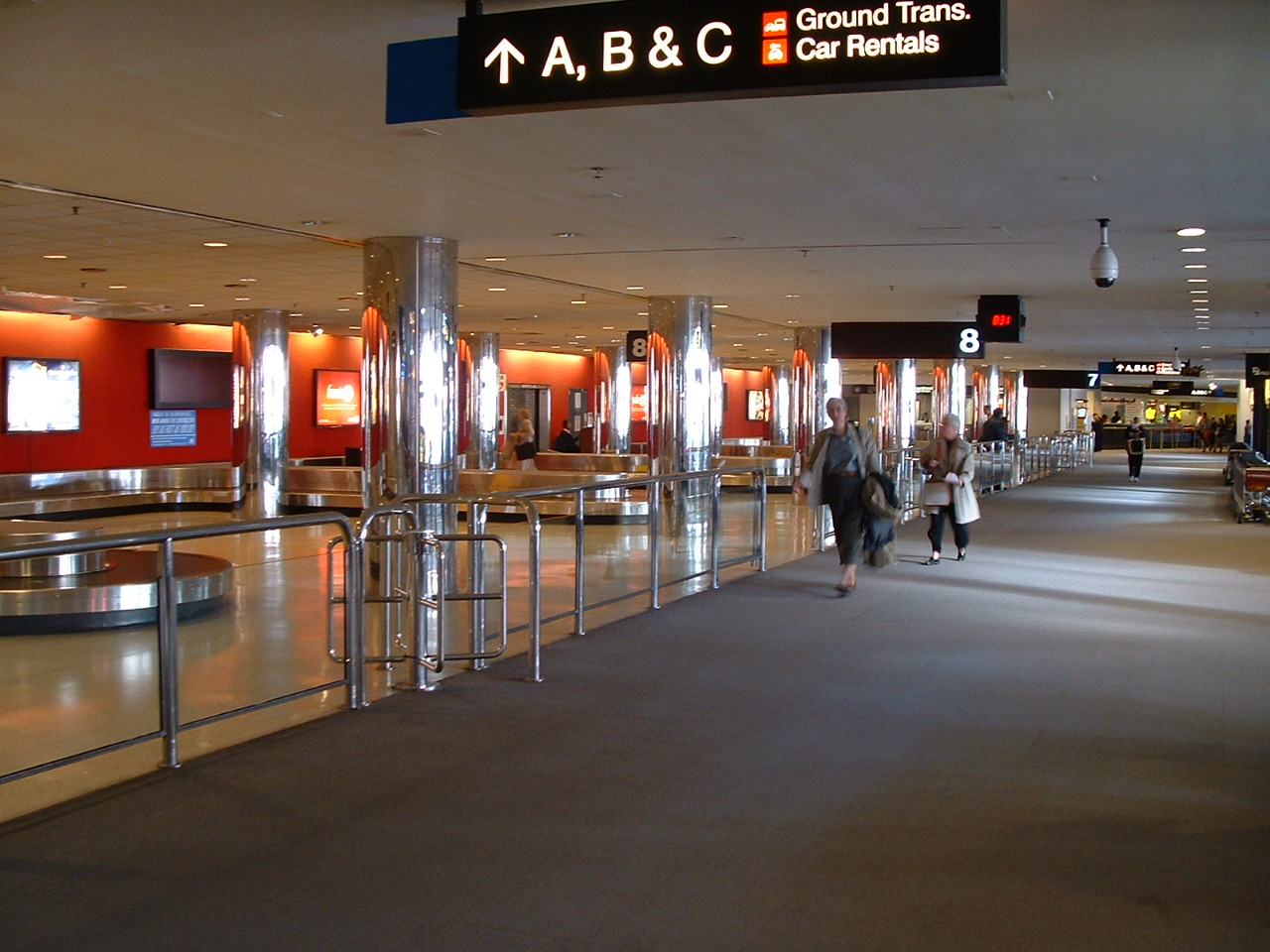
Зал выдачи багажа Международного аэропорта Балтимор-Вашингтон

## Залы повышенной комфортности
- Авиакомпания British Airways содержит в Конкорсе E собственный зал повышенной комфортности, который расположен у входа в здание конкорса. Сервисом зала также могут воспользоваться пассажиры других авиакомпаний, работающих на международных направлениях;
- общественная организация United Service Organizations содержит зал повышенной комфортности в переходе между зданиями конкорсов D и E. Сервисом зала USO пользуются американские военнослужащие и члены их семей.

## Операционная деятельность
В период с 31 декабря 2007 по 31 декабря 2008 года Международный аэропорт Балтимор-Вашингтон обработал 277 622 операции по взлётам и посадкам воздушных судов (в среднем 761 операция ежедневно), из них 90 % пришлось на регулярные коммерческие рейсы, 10 % составили рейсы авиации общего назначения и менее одного процента заняли рейсы военной авиации. В указанный период в аэропорту базировалось 86 воздушных судов, из которых 58 — одномоторные самолёты, 16 — многомоторные и 12 — реактивные лайнеры.
Учитывая почти постоянные направления ветров с севера или запада взлёт самолётов производится в основном с взлётно-посадочной полосы 33L, а посадка — на взлётно-посадочную полосу 28. При изменении направления ветров с юга или востока для посадок лайнеров используется полоса 10, а для их взлёта — взлётно-посадочная полоса 15R. Короткая ВПП 33R/15L применяется для обслуживания небольших турбовинтовых самолётов. На взлётно-посадочную полосу 4/22 запрещена посадка воздушных судов, сама полоса используется для взлётов самолётов и для руления на другие ВПП.